# Fédération des établissements d'enseignement privés du Québec
La Fédération des établissements d’enseignement privés (FEEP) est une organisation à but non lucratif qui regroupe près de 200 établissements répartis sur l’ensemble du territoire du Québec. Sa mission est d’accompagner et de soutenir ses membres, de favoriser leur concertation et leur rayonnement. La FEEP contribue au développement de l’éducation et veille à la promotion de l’enseignement privé.

## Historique
Bien qu’établie en 2000, la Fédération des établissements d’enseignement privés résulte de l’évolution des différents regroupements d’institutions scolaires qui ont jalonné l’histoire de l’éducation au Québec.
La Fédération des collèges classiques est la première de ces associations. Elle obtient son existence légale en juin 1953. La préparation des règlements et de l’incorporation de cette toute nouvelle Fédération est alors sous la responsabilité de Paul Gérin-Lajoie, qui sera le premier titulaire du ministère de l'Éducation du Québec, de 1964 à 1966. En 1954, la Fédération regroupe 51 collèges classiques, tenus par le clergé.
Au cours de la période dite de la Révolution tranquille, dans la foulée de la publication du Rapport de la Commission royale d'enquête sur l'enseignement dans la province de Québec et des politiques qui ont transformé l’organisation scolaire, la Fédération des collèges classiques procède à sa dissolution en 1968 et crée trois nouvelles associations : l’Association des institutions d’enseignement secondaire (AIES), l’Association des collèges privés du Québec (ACPQ; toujours en activité pour les établissements privés qui offrent l’enseignement collégial) et l’Association des institutions de niveaux préscolaire et élémentaire du Québec (AIPEQ). Elle met aussi sur pied le Centre d’animation, de développement et de recherche en éducation (CADRE), dont le but est d’offrir aux établissements membres des services professionnels et techniques, des services d’étude et de recherche et un centre de documentation.
En 1987, l’Association des établissements scolaires privés (ADESP) est créée, sous l’initiative d’établissements qui étaient jusque-là membres de l’AIES. En 1990, l’ADESP regroupe 16 des plus gros collèges privés du Québec, principalement situés dans la région de Montréal.
En 1991, les trois associations regroupant les établissements pour les ordres d’enseignement préscolaire, primaire et secondaire (AIPEQ, AIES et ADESP) se réunissent en fédération : la Fédération des associations de l’enseignement privé (FAEP) est établie. On souhaite ainsi défendre de façon concertée les droits de l’enseignement privé au Québec, dans le cadre de la révision de la Loi sur l'enseignement privé, qui sera sanctionnée le 22 décembre 1992.
En 1999, l’AIES et l’ADESP fusionnent pour devenir l’Association québécoise des écoles secondaires privées (AQESP). En novembre 2000, l’AQESP et l’AIPEQ se réunissent en une seule association. La Fédération des établissements d’enseignement privés est créée.

## Profil
La Fédération des établissements d’enseignement privés réunit près de 200 établissements, qui accueillent plus de 130 000 élèves pour les ordres d’enseignement préscolaire, primaire et secondaire, soit environ 12 p. cent des effectifs scolaires québécois. Elle regroupe 71 % des établissements d’enseignement qui scolarisent 88 % des élèves qui fréquentent l’école privée au Québec. Parmi ses membres, la FEEP compte 12 établissements qui offrent exclusivement des services en adaptation scolaire à des élèves handicapés ou en difficulté d’adaptation et d’apprentissage. Elle regroupe aussi 7 établissements qui possèdent une résidence scolaire,.
La très grande majorité des établissements membres sont des organismes à but non lucratif qui appartiennent à la communauté civile. Certains sont des coopératives de parents ou de travailleurs. D’autres appartiennent toujours à des communautés religieuses, mais, au cours des dernières décennies, plusieurs d’entre elles ont légué leurs établissements à la communauté civile.

## Mission, services, publications
Regroupant des établissements d’enseignement autonomes voués à la réussite des élèves, la FEEP accompagne et soutient ses membres, favorise leur concertation et leur rayonnement. Elle contribue au développement de l’éducation et veille à la promotion de l’enseignement privé.
La FEEP propose une gamme de services à ses membres. Elle offre des activités de formation et des services-conseils au personnel des établissements. Elle administre toujours le Centre d’animation, de développement et de recherche en éducation (CADRE).
Au fil des ans, la FEEP publie des études, des enquêtes et des mémoires sur différents sujets liés à l’éducation et à la place de l’enseignement privé au Québec. Signalons entre autres l’enquête menée sur les réalités vécues par les élèves du secondaire, auprès de 44 000 jeunes de 12 à 18 ans, les nombreux mémoires sur des sujets pédagogiques et administratifs adressés au ministère de l’Éducation, au Conseil supérieur de l'éducation, à la Commission de révision permanente des programmeset au Secrétariat du Forum sur la lutte contre l'intimidation.
En août 2015, la FEEP met sur pied CADRE 21, une plateforme d’échange et de partage d’idées nouvelles ou de thématiques actuelles en éducation.

## Déclaration de valeurs
La FEEP adopte en mai 2006 une déclaration de valeurs qui s’appuie sur des principes, des caractéristiques et des valeurs qui rassemblent les établissements qui en sont membres et découlent de leur sentiment d’appartenance à la Fédération. Cette déclaration est actualisée lors de l’assemblée générale de novembre 2012.

## Présidence
Depuis l'année de sa fondation (2000) jusqu'à la fin de 2017, la FEEP est présidée par Jean-Marc St-Jacques c.s.v., aussi directeur général du collège Bourget, situé à Rigaud. Depuis janvier 2018, c'est David Bowles qui préside l'organisation. Monsieur Bowles est directeur général du Collège Charles-Lemoyne et de l'Académie internationale Charles-Lemoyne, situés sur la Rive-Sud de Montréal.

## Direction générale
- 2000 – 2003 : Micheline Lavallée [25]
- 2003 – 2013 : Paul Boisvenu[26]
- Depuis 2013 : Nancy Brousseau[27]